# Faun-Ardèche Classic de 2023
A 23.ª edição da clássica de ciclismo Classic Sud Ardèche foi uma corrida na França que se celebrou a 25 de fevereiro de 2023 sobre um percurso de 168,5 quilómetros com início e final no município de Guilherand-Granges  no departamento de Ardèche  e a região Auvernia-Ródano-Alpes.
A corrida fez parte do UCI ProSeries de 2023, calendário ciclístico mundial de segunda divisão, dentro da categoria UCI 1.pro e foi vencida pelo francês Julian Alaphilippe do Soudal Quick-Step. Completaram o pódio, como segundo e terceiro classificado respectivamente, o também francês David Gaudu do Groupama-FDJ e o dinamarquês Mattias Skjelmose Jensen do Trek-Segafredo.

## Equipas participantes
Tomarão parte na corrida 21 equipas: 13 de categoria UCI WorldTeam convidados pela organização, 6 de categoria UCI ProTeam e 2 de categoria Continental. Formaram assim um pelotão de 138 ciclistas dos que acabaram 106. As equipas participantes foram:
| Equipes WorldTeam (13)- AG2R Citroën Team - Arkéa-Samsic - Astana Qazaqstan Team - Bora-Hansgrohe - Cofidis - EF Education-EasyPost - Groupama-FDJ - Intermarché-Circus-Wanty - Soudal Quick-Step - Team DSM - Team Jayco AlUla - Trek-Segafredo - UAE Team Emirates Equipes ProTeam (6)- Bingoal WB - Israel-Premier Tech - Lotto Dstny - TotalEnergies - Tudor Pro Cycling Team - Uno-X Pro Cycling Team Equipes Continentais (2)- CIC U Nantes Atlantique - Saint Michel-Mavic-Auber 93 |
| |

## Classificação final
- A classificação finalizou da seguinte forma:[3]

| \| Classificação geral \| Classificação geral \| Classificação geral \| Classificação geral \| Classificação geral \| \| Ciclista \| Ciclista \| Equipe \| Tempo \| \| \| ------------------- \| ------------------- \| ------------------------ \| ------------------- \| ------------------- \| \| 1. \| Julian Alaphilippe \| Soudal Quick-Step \| 4h22m50s \| \| \| 2. \| David Gaudu \| Groupama-FDJ \| + 0s \| \| \| 3. \| Mattias Skjelmose \| Trek-Segafredo \| + 31s \| \| \| 4. \| Victor Lafay \| Cofidis \| + 31s \| \| \| 5. \| Romain Grégoire \| Groupama-FDJ \| + 43s \| \| \| 6. \| Félix Gall \| AG2R Citroën Team \| + 43s \| \| \| 7. \| Lorenzo Rota \| Intermarché-Circus-Wanty \| + 43s \| \| \| 8. \| Guillaume Martin \| Cofidis \| + 51s \| \| \| 9. \| Rui Costa \| Intermarché-Circus-Wanty \| + 54s \| \| \| 10. \| Pierre Latour \| TotalEnergies \| + 54s \| \| |                    |                          |          |
| |                    |                          |          |
| Fonte: ProCyclingStats |                    |                          |          |
| Classificação geral |                    |                          |          |
| Ciclista | Ciclista           | Equipe                   | Tempo    |
| 1. | Julian Alaphilippe | Soudal Quick-Step        | 4h22m50s |
| 2. | David Gaudu        | Groupama-FDJ             | + 0s     |
| 3. | Mattias Skjelmose  | Trek-Segafredo           | + 31s    |
| 4. | Victor Lafay       | Cofidis                  | + 31s    |
| 5. | Romain Grégoire    | Groupama-FDJ             | + 43s    |
| 6. | Félix Gall         | AG2R Citroën Team        | + 43s    |
| 7. | Lorenzo Rota       | Intermarché-Circus-Wanty | + 43s    |
| 8. | Guillaume Martin   | Cofidis                  | + 51s    |
| 9. | Rui Costa          | Intermarché-Circus-Wanty | + 54s    |
| 10. | Pierre Latour      | TotalEnergies            | + 54s    |

## Ciclistas participantes e posições finais
| UAE Team Emirates UAD | UAE Team Emirates UAD   | UAE Team Emirates UAD |
| --------------------- | ----------------------- | --------------------- |
| Num                   | Ciclista                | Pos                   |
| 1                     | Diego Ulissi (ITA)      | 35.                   |
| 2                     | George Bennett (NZL)    | 36.                   |
| 3                     | Finn Fisher-Black (NZL) | 106.                  |
| 4                     | Ryan Gibbons (RSA)      | 68.                   |
| 5                     | Davide Formolo (ITA)    | 29.                   |
| 6                     | Felix Groß (GER)        | DNF                   |

| Bora-Hansgrohe BOH | Bora-Hansgrohe BOH             | Bora-Hansgrohe BOH |
| ------------------ | ------------------------------ | ------------------ |
| Num                | Ciclista                       | Pos                |
| 11                 | Sergio Higuita (COL) (estrada) | 20.                |
| 12                 | Jai Hindley (AUS)              | 32.                |
| 13                 | Cesare Benedetti (POL)         | 79.                |
| 14                 | Victor Koretzky (FRA)          | DNF                |
| 15                 | Anton Palzer (GER)             | 71.                |
| 16                 | Cian Uijtdebroeks (BEL)        | 16.                |
| 17                 | Frederik Wandahl (DEN)         | 43.                |

| Intermarché-Circus-Wanty ICW | Intermarché-Circus-Wanty ICW | Intermarché-Circus-Wanty ICW |
| ---------------------------- | ---------------------------- | ---------------------------- |
| Num                          | Ciclista                     | Pos                          |
| 21                           | Lilian Calmejane (FRA)       | 18.                          |
| 22                           | Francesco Busatto (ITA)      | 70.                          |
| 23                           | Rui Costa (POR)              | 9.                           |
| 24                           | Laurens Huys (BEL)           | 50.                          |
| 25                           | Lorenzo Rota (ITA)           | 7.                           |
| 27                           | Georg Zimmermann (GER)       | 22.                          |

| Soudal Quick-Step SOQ | Soudal Quick-Step SOQ    | Soudal Quick-Step SOQ |
| --------------------- | ------------------------ | --------------------- |
| Num                   | Ciclista                 | Pos                   |
| 31                    | Julian Alaphilippe (FRA) | 1.                    |
| 32                    | Andrea Bagioli (ITA)     | 41.                   |
| 33                    | Rémi Cavagna (FRA)       | 101.                  |
| 34                    | Dries Devenyns (BEL)     | DNF                   |
| 35                    | James Knox (GBR)         | 105.                  |
| 36                    | Martin Svrček (SVK)      | DNF                   |
| 37                    | Ilan Van Wilder (BEL)    | 21.                   |

| Groupama-FDJ GFC | Groupama-FDJ GFC        | Groupama-FDJ GFC |
| ---------------- | ----------------------- | ---------------- |
| Num              | Ciclista                | Pos              |
| 41               | David Gaudu (FRA)       | 2.               |
| 42               | Bruno Armirail (FRA)    | 99.              |
| 43               | Romain Grégoire (FRA)   | 5.               |
| 44               | Lenny Martinez (FRA)    | 17.              |
| 45               | Quentin Pacher (FRA)    | 47.              |
| 46               | Mathieu Ladagnous (FRA) | 83.              |
| 47               | Lorenzo Germani (ITA)   | DNF              |

| Cofidis COF | Cofidis COF            | Cofidis COF |
| ----------- | ---------------------- | ----------- |
| Num         | Ciclista               | Pos         |
| 51          | Guillaume Martin (FRA) | 8.          |
| 52          | Eddy Finé (FRA)        | 80.         |
| 53          | Rémy Rochas (FRA)      | 52.         |
| 54          | Victor Lafay (FRA)     | 4.          |
| 55          | Axel Mariault (FRA)    | 84.         |
| 56          | Anthony Perez (FRA)    | 23.         |
| 57          | Thomas Champion (FRA)  | 78.         |

| Trek-Segafredo TFS | Trek-Segafredo TFS       | Trek-Segafredo TFS |
| ------------------ | ------------------------ | ------------------ |
| Num                | Ciclista                 | Pos                |
| 61                 | Mattias Skjelmose (DEN)  | 3.                 |
| 62                 | Julien Bernard (FRA)     | 55.                |
| 63                 | Dario Cataldo (ITA)      | DNF                |
| 64                 | Tony Gallopin (FRA)      | DNF                |
| 66                 | Quinn Simmons (USA)      | 87.                |
| 67                 | Natnael Tesfatsion (ERI) | 95.                |

| Arkéa-Samsic ARK | Arkéa-Samsic ARK          | Arkéa-Samsic ARK |
| ---------------- | ------------------------- | ---------------- |
| Num              | Ciclista                  | Pos              |
| 71               | Louis Barré (FRA)         | 72.              |
| 72               | Ewen Costiou (FRA)        | 37.              |
| 73               | Nicolas Edet (FRA)        | DNF              |
| 74               | Élie Gesbert (FRA)        | 27.              |
| 75               | Clément Champoussin (FRA) | 103.             |
| 76               | Michel Ries (LUX)         | 30.              |
| 77               | Cristián Rodríguez (ESP)  | 28.              |

| AG2R Citroën Team ACT | AG2R Citroën Team ACT        | AG2R Citroën Team ACT |
| --------------------- | ---------------------------- | --------------------- |
| Num                   | Ciclista                     | Pos                   |
| 82                    | Clément Venturini (FRA)      | 61.                   |
| 83                    | Mikaël Cherel (FRA)          | 25.                   |
| 84                    | Félix Gall (AUT)             | 6.                    |
| 85                    | Dorian Godon (FRA)           | 54.                   |
| 86                    | Nans Peters (FRA)            | 51.                   |
| 87                    | Aurélien Paret-Peintre (FRA) | 13.                   |

| Team Jayco AlUla JAY | Team Jayco AlUla JAY       | Team Jayco AlUla JAY |
| -------------------- | -------------------------- | -------------------- |
| Num                  | Ciclista                   | Pos                  |
| 91                   | Matteo Sobrero (ITA)       | 76.                  |
| 92                   | Kevin Colleoni (ITA)       | 100.                 |
| 93                   | Alessandro De Marchi (ITA) | 102.                 |
| 94                   | Tsgabu Grmay (ETH)         | 44.                  |
| 95                   | Filippo Zana (ITA)         | 34.                  |
| 96                   | Jesús David Peña (COL)     | DNF                  |

| EF Education-EasyPost EFE | EF Education-EasyPost EFE     | EF Education-EasyPost EFE |
| ------------------------- | ----------------------------- | ------------------------- |
| Num                       | Ciclista                      | Pos                       |
| 101                       | Esteban Chaves (COL)          | 15.                       |
| 102                       | Jonathan Caicedo (ECU)        | 56.                       |
| 103                       | Sean Quinn (USA)              | 88.                       |
| 104                       | Alexander Cepeda (ECU)        | 19.                       |
| 105                       | Odd Christian Eiking (NOR)    | 39.                       |
| 106                       | Mikkel Honoré (DEN)           | 40.                       |
| 107                       | Merhawi Kudus (ERI) (estrada) | 96.                       |

| Team DSM DSM | Team DSM DSM             | Team DSM DSM |
| ------------ | ------------------------ | ------------ |
| Num          | Ciclista                 | Pos          |
| 111          | Romain Bardet (FRA)      | 11.          |
| 112          | Romain Combaud (FRA)     | 91.          |
| 113          | Matthew Dinham (AUS)     | 46.          |
| 114          | Chris Hamilton (AUS)     | 33.          |
| 115          | Lorenzo Milesi (ITA)     | 65.          |
| 116          | Martijn Tusveld (NED)    | 82.          |
| 117          | Max van der Meulen (NED) | DNF          |

| Astana Qazaqstan Team AST | Astana Qazaqstan Team AST | Astana Qazaqstan Team AST |
| ------------------------- | ------------------------- | ------------------------- |
| Num                       | Ciclista                  | Pos                       |
| 121                       | Andrey Zeits (KAZ)        | DNF                       |
| 122                       | Aleksandr Riabushenko     | 73.                       |
| 123                       | Fabio Felline (ITA)       | 94.                       |
| 124                       | Vadim Pronskiy (KAZ)      | DNF                       |
| 125                       | Harold Martín López (ECU) | 42.                       |
| 127                       | Nicolas Vinokourov (KAZ)  | DNF                       |

| Lotto Dstny LTD | Lotto Dstny LTD           | Lotto Dstny LTD |
| --------------- | ------------------------- | --------------- |
| Num             | Ciclista                  | Pos             |
| 131             | Andreas Kron (DEN)        | 81.             |
| 132             | Ramses Debruyne (BEL)     | 85.             |
| 133             | Jago Willems (BEL)        | 45.             |
| 134             | Sylvain Moniquet (BEL)    | 75.             |
| 135             | Harry Sweeny (AUS)        | 104.            |
| 136             | Lennert Van Eetvelt (BEL) | 49.             |
| 137             | Maxim Van Gils (BEL)      | 12.             |

| TotalEnergies TEN | TotalEnergies TEN       | TotalEnergies TEN |
| ----------------- | ----------------------- | ----------------- |
| Num               | Ciclista                | Pos               |
| 141               | Pierre Latour (FRA)     | 10.               |
| 142               | Alexis Vuillermoz (FRA) | 59.               |
| 143               | Jérémy Cabot (FRA)      | DNF               |
| 144               | Fabien Doubey (FRA)     | DNF               |
| 145               | Valentin Ferron (FRA)   | 74.               |
| 146               | Alan Jousseaume (FRA)   | DNF               |
| 147               | Paul Ourselin (FRA)     | 58.               |

| Israel-Premier Tech IPT | Israel-Premier Tech IPT | Israel-Premier Tech IPT |
| ----------------------- | ----------------------- | ----------------------- |
| Num                     | Ciclista                | Pos                     |
| 151                     | Michael Woods (CAN)     | 14.                     |
| 152                     | Marco Frigo (ITA)       | 60.                     |
| 153                     | Mason Hollyman (GBR)    | DNF                     |
| 155                     | Sebastian Berwick (AUS) | 86.                     |
| 157                     | Stephen Williams (GBR)  | DNF                     |

| Uno-X Pro Cycling Team UXT | Uno-X Pro Cycling Team UXT   | Uno-X Pro Cycling Team UXT |
| -------------------------- | ---------------------------- | -------------------------- |
| Num                        | Ciclista                     | Pos                        |
| 162                        | Torstein Træen (NOR)         | 26.                        |
| 163                        | Marcus Hansen (DEN)          | DNF                        |
| 164                        | Ådne Holter (NOR)            | 57.                        |
| 165                        | Jacob Hindsgaul Madsen (DEN) | 92.                        |
| 166                        | Fredrik Dversnes (NOR)       | DNF                        |
| 167                        | Niklas Eg (DEN)              | 98.                        |

| Bingoal WB BWB | Bingoal WB BWB            | Bingoal WB BWB |
| -------------- | ------------------------- | -------------- |
| Num            | Ciclista                  | Pos            |
| 171            | Alexis Guérin (FRA)       | DNF            |
| 172            | Floris De Tier (BEL)      | DNF            |
| 173            | Johan Meens (BEL)         | 77.            |
| 174            | Dimitri Peyskens (BEL)    | 67.            |
| 175            | Lennert Teugels (BEL)     | 31.            |
| 176            | Marco Tizza (ITA)         | 89.            |
| 177            | Aaron Van der Beken (BEL) | 69.            |

| Tudor Pro Cycling Team TUD | Tudor Pro Cycling Team TUD     | Tudor Pro Cycling Team TUD |
| -------------------------- | ------------------------------ | -------------------------- |
| Num                        | Ciclista                       | Pos                        |
| 181                        | Sébastien Reichenbach (SUI)    | 38.                        |
| 182                        | Nils Brun (SUI)                | DNF                        |
| 183                        | Aloïs Charrin (FRA)            | 63.                        |
| 184                        | Lucas Eriksson (SWE) (estrada) | 64.                        |
| 185                        | Simon Pellaud (SUI)            | 62.                        |
| 186                        | Alexander Kamp (DEN) (estrada) | DNF                        |
| 187                        | Roland Thalmann (SUI)          | 48.                        |

| Saint Michel-Mavic-Auber 93 AUB | Saint Michel-Mavic-Auber 93 AUB | Saint Michel-Mavic-Auber 93 AUB |
| ------------------------------- | ------------------------------- | ------------------------------- |
| Num                             | Ciclista                        | Pos                             |
| 191                             | Morne van Niekerk (RSA)         | DNF                             |
| 192                             | Thomas Devaux (FRA)             | DNF                             |
| 193                             | Nicolas Debeaumarché (FRA)      | DNF                             |
| 194                             | Joris Delbove (FRA)             | DNF                             |
| 195                             | Anthony Maldonado (FRA)         | DNF                             |
| 196                             | Florian Rapiteau (FRA)          | DNF                             |
| 197                             | Thomas Gachignard (FRA)         | 90.                             |

| CIC U Nantes Atlantique UCN | CIC U Nantes Atlantique UCN | CIC U Nantes Atlantique UCN |
| --------------------------- | --------------------------- | --------------------------- |
| Num                         | Ciclista                    | Pos                         |
| 201                         | Jordan Jegat (FRA)          | 24.                         |
| 202                         | Yaël Joalland (FRA)         | 53.                         |
| 203                         | Léo Danès (FRA)             | 93.                         |
| 204                         | Maël Guégan (FRA)           | 66.                         |
| 205                         | Robin Plamondon (CAN)       | 97.                         |
| 206                         | Nolann Mahoudo (FRA)        | DNF                         |
| 207                         | Noa Isidore (FRA)           | DNF                         |

| UAE Team Emirates UAD | UAE Team Emirates UAD   | UAE Team Emirates UAD |
| --------------------- | ----------------------- | --------------------- |
| Num                   | Ciclista                | Pos                   |
| 1                     | Diego Ulissi (ITA)      | 35.                   |
| 2                     | George Bennett (NZL)    | 36.                   |
| 3                     | Finn Fisher-Black (NZL) | 106.                  |
| 4                     | Ryan Gibbons (RSA)      | 68.                   |
| 5                     | Davide Formolo (ITA)    | 29.                   |
| 6                     | Felix Groß (GER)        | DNF                   |

| Bora-Hansgrohe BOH | Bora-Hansgrohe BOH             | Bora-Hansgrohe BOH |
| ------------------ | ------------------------------ | ------------------ |
| Num                | Ciclista                       | Pos                |
| 11                 | Sergio Higuita (COL) (estrada) | 20.                |
| 12                 | Jai Hindley (AUS)              | 32.                |
| 13                 | Cesare Benedetti (POL)         | 79.                |
| 14                 | Victor Koretzky (FRA)          | DNF                |
| 15                 | Anton Palzer (GER)             | 71.                |
| 16                 | Cian Uijtdebroeks (BEL)        | 16.                |
| 17                 | Frederik Wandahl (DEN)         | 43.                |

| Intermarché-Circus-Wanty ICW | Intermarché-Circus-Wanty ICW | Intermarché-Circus-Wanty ICW |
| ---------------------------- | ---------------------------- | ---------------------------- |
| Num                          | Ciclista                     | Pos                          |
| 21                           | Lilian Calmejane (FRA)       | 18.                          |
| 22                           | Francesco Busatto (ITA)      | 70.                          |
| 23                           | Rui Costa (POR)              | 9.                           |
| 24                           | Laurens Huys (BEL)           | 50.                          |
| 25                           | Lorenzo Rota (ITA)           | 7.                           |
| 27                           | Georg Zimmermann (GER)       | 22.                          |

| Soudal Quick-Step SOQ | Soudal Quick-Step SOQ    | Soudal Quick-Step SOQ |
| --------------------- | ------------------------ | --------------------- |
| Num                   | Ciclista                 | Pos                   |
| 31                    | Julian Alaphilippe (FRA) | 1.                    |
| 32                    | Andrea Bagioli (ITA)     | 41.                   |
| 33                    | Rémi Cavagna (FRA)       | 101.                  |
| 34                    | Dries Devenyns (BEL)     | DNF                   |
| 35                    | James Knox (GBR)         | 105.                  |
| 36                    | Martin Svrček (SVK)      | DNF                   |
| 37                    | Ilan Van Wilder (BEL)    | 21.                   |

| Groupama-FDJ GFC | Groupama-FDJ GFC        | Groupama-FDJ GFC |
| ---------------- | ----------------------- | ---------------- |
| Num              | Ciclista                | Pos              |
| 41               | David Gaudu (FRA)       | 2.               |
| 42               | Bruno Armirail (FRA)    | 99.              |
| 43               | Romain Grégoire (FRA)   | 5.               |
| 44               | Lenny Martinez (FRA)    | 17.              |
| 45               | Quentin Pacher (FRA)    | 47.              |
| 46               | Mathieu Ladagnous (FRA) | 83.              |
| 47               | Lorenzo Germani (ITA)   | DNF              |

| Cofidis COF | Cofidis COF            | Cofidis COF |
| ----------- | ---------------------- | ----------- |
| Num         | Ciclista               | Pos         |
| 51          | Guillaume Martin (FRA) | 8.          |
| 52          | Eddy Finé (FRA)        | 80.         |
| 53          | Rémy Rochas (FRA)      | 52.         |
| 54          | Victor Lafay (FRA)     | 4.          |
| 55          | Axel Mariault (FRA)    | 84.         |
| 56          | Anthony Perez (FRA)    | 23.         |
| 57          | Thomas Champion (FRA)  | 78.         |

| Trek-Segafredo TFS | Trek-Segafredo TFS       | Trek-Segafredo TFS |
| ------------------ | ------------------------ | ------------------ |
| Num                | Ciclista                 | Pos                |
| 61                 | Mattias Skjelmose (DEN)  | 3.                 |
| 62                 | Julien Bernard (FRA)     | 55.                |
| 63                 | Dario Cataldo (ITA)      | DNF                |
| 64                 | Tony Gallopin (FRA)      | DNF                |
| 66                 | Quinn Simmons (USA)      | 87.                |
| 67                 | Natnael Tesfatsion (ERI) | 95.                |

| Arkéa-Samsic ARK | Arkéa-Samsic ARK          | Arkéa-Samsic ARK |
| ---------------- | ------------------------- | ---------------- |
| Num              | Ciclista                  | Pos              |
| 71               | Louis Barré (FRA)         | 72.              |
| 72               | Ewen Costiou (FRA)        | 37.              |
| 73               | Nicolas Edet (FRA)        | DNF              |
| 74               | Élie Gesbert (FRA)        | 27.              |
| 75               | Clément Champoussin (FRA) | 103.             |
| 76               | Michel Ries (LUX)         | 30.              |
| 77               | Cristián Rodríguez (ESP)  | 28.              |

| AG2R Citroën Team ACT | AG2R Citroën Team ACT        | AG2R Citroën Team ACT |
| --------------------- | ---------------------------- | --------------------- |
| Num                   | Ciclista                     | Pos                   |
| 82                    | Clément Venturini (FRA)      | 61.                   |
| 83                    | Mikaël Cherel (FRA)          | 25.                   |
| 84                    | Félix Gall (AUT)             | 6.                    |
| 85                    | Dorian Godon (FRA)           | 54.                   |
| 86                    | Nans Peters (FRA)            | 51.                   |
| 87                    | Aurélien Paret-Peintre (FRA) | 13.                   |

| Team Jayco AlUla JAY | Team Jayco AlUla JAY       | Team Jayco AlUla JAY |
| -------------------- | -------------------------- | -------------------- |
| Num                  | Ciclista                   | Pos                  |
| 91                   | Matteo Sobrero (ITA)       | 76.                  |
| 92                   | Kevin Colleoni (ITA)       | 100.                 |
| 93                   | Alessandro De Marchi (ITA) | 102.                 |
| 94                   | Tsgabu Grmay (ETH)         | 44.                  |
| 95                   | Filippo Zana (ITA)         | 34.                  |
| 96                   | Jesús David Peña (COL)     | DNF                  |

| EF Education-EasyPost EFE | EF Education-EasyPost EFE     | EF Education-EasyPost EFE |
| ------------------------- | ----------------------------- | ------------------------- |
| Num                       | Ciclista                      | Pos                       |
| 101                       | Esteban Chaves (COL)          | 15.                       |
| 102                       | Jonathan Caicedo (ECU)        | 56.                       |
| 103                       | Sean Quinn (USA)              | 88.                       |
| 104                       | Alexander Cepeda (ECU)        | 19.                       |
| 105                       | Odd Christian Eiking (NOR)    | 39.                       |
| 106                       | Mikkel Honoré (DEN)           | 40.                       |
| 107                       | Merhawi Kudus (ERI) (estrada) | 96.                       |

| Team DSM DSM | Team DSM DSM             | Team DSM DSM |
| ------------ | ------------------------ | ------------ |
| Num          | Ciclista                 | Pos          |
| 111          | Romain Bardet (FRA)      | 11.          |
| 112          | Romain Combaud (FRA)     | 91.          |
| 113          | Matthew Dinham (AUS)     | 46.          |
| 114          | Chris Hamilton (AUS)     | 33.          |
| 115          | Lorenzo Milesi (ITA)     | 65.          |
| 116          | Martijn Tusveld (NED)    | 82.          |
| 117          | Max van der Meulen (NED) | DNF          |

| Astana Qazaqstan Team AST | Astana Qazaqstan Team AST | Astana Qazaqstan Team AST |
| ------------------------- | ------------------------- | ------------------------- |
| Num                       | Ciclista                  | Pos                       |
| 121                       | Andrey Zeits (KAZ)        | DNF                       |
| 122                       | Aleksandr Riabushenko     | 73.                       |
| 123                       | Fabio Felline (ITA)       | 94.                       |
| 124                       | Vadim Pronskiy (KAZ)      | DNF                       |
| 125                       | Harold Martín López (ECU) | 42.                       |
| 127                       | Nicolas Vinokourov (KAZ)  | DNF                       |

| Lotto Dstny LTD | Lotto Dstny LTD           | Lotto Dstny LTD |
| --------------- | ------------------------- | --------------- |
| Num             | Ciclista                  | Pos             |
| 131             | Andreas Kron (DEN)        | 81.             |
| 132             | Ramses Debruyne (BEL)     | 85.             |
| 133             | Jago Willems (BEL)        | 45.             |
| 134             | Sylvain Moniquet (BEL)    | 75.             |
| 135             | Harry Sweeny (AUS)        | 104.            |
| 136             | Lennert Van Eetvelt (BEL) | 49.             |
| 137             | Maxim Van Gils (BEL)      | 12.             |

| TotalEnergies TEN | TotalEnergies TEN       | TotalEnergies TEN |
| ----------------- | ----------------------- | ----------------- |
| Num               | Ciclista                | Pos               |
| 141               | Pierre Latour (FRA)     | 10.               |
| 142               | Alexis Vuillermoz (FRA) | 59.               |
| 143               | Jérémy Cabot (FRA)      | DNF               |
| 144               | Fabien Doubey (FRA)     | DNF               |
| 145               | Valentin Ferron (FRA)   | 74.               |
| 146               | Alan Jousseaume (FRA)   | DNF               |
| 147               | Paul Ourselin (FRA)     | 58.               |

| Israel-Premier Tech IPT | Israel-Premier Tech IPT | Israel-Premier Tech IPT |
| ----------------------- | ----------------------- | ----------------------- |
| Num                     | Ciclista                | Pos                     |
| 151                     | Michael Woods (CAN)     | 14.                     |
| 152                     | Marco Frigo (ITA)       | 60.                     |
| 153                     | Mason Hollyman (GBR)    | DNF                     |
| 155                     | Sebastian Berwick (AUS) | 86.                     |
| 157                     | Stephen Williams (GBR)  | DNF                     |

| Uno-X Pro Cycling Team UXT | Uno-X Pro Cycling Team UXT   | Uno-X Pro Cycling Team UXT |
| -------------------------- | ---------------------------- | -------------------------- |
| Num                        | Ciclista                     | Pos                        |
| 162                        | Torstein Træen (NOR)         | 26.                        |
| 163                        | Marcus Hansen (DEN)          | DNF                        |
| 164                        | Ådne Holter (NOR)            | 57.                        |
| 165                        | Jacob Hindsgaul Madsen (DEN) | 92.                        |
| 166                        | Fredrik Dversnes (NOR)       | DNF                        |
| 167                        | Niklas Eg (DEN)              | 98.                        |

| Bingoal WB BWB | Bingoal WB BWB            | Bingoal WB BWB |
| -------------- | ------------------------- | -------------- |
| Num            | Ciclista                  | Pos            |
| 171            | Alexis Guérin (FRA)       | DNF            |
| 172            | Floris De Tier (BEL)      | DNF            |
| 173            | Johan Meens (BEL)         | 77.            |
| 174            | Dimitri Peyskens (BEL)    | 67.            |
| 175            | Lennert Teugels (BEL)     | 31.            |
| 176            | Marco Tizza (ITA)         | 89.            |
| 177            | Aaron Van der Beken (BEL) | 69.            |

| Tudor Pro Cycling Team TUD | Tudor Pro Cycling Team TUD     | Tudor Pro Cycling Team TUD |
| -------------------------- | ------------------------------ | -------------------------- |
| Num                        | Ciclista                       | Pos                        |
| 181                        | Sébastien Reichenbach (SUI)    | 38.                        |
| 182                        | Nils Brun (SUI)                | DNF                        |
| 183                        | Aloïs Charrin (FRA)            | 63.                        |
| 184                        | Lucas Eriksson (SWE) (estrada) | 64.                        |
| 185                        | Simon Pellaud (SUI)            | 62.                        |
| 186                        | Alexander Kamp (DEN) (estrada) | DNF                        |
| 187                        | Roland Thalmann (SUI)          | 48.                        |

| Saint Michel-Mavic-Auber 93 AUB | Saint Michel-Mavic-Auber 93 AUB | Saint Michel-Mavic-Auber 93 AUB |
| ------------------------------- | ------------------------------- | ------------------------------- |
| Num                             | Ciclista                        | Pos                             |
| 191                             | Morne van Niekerk (RSA)         | DNF                             |
| 192                             | Thomas Devaux (FRA)             | DNF                             |
| 193                             | Nicolas Debeaumarché (FRA)      | DNF                             |
| 194                             | Joris Delbove (FRA)             | DNF                             |
| 195                             | Anthony Maldonado (FRA)         | DNF                             |
| 196                             | Florian Rapiteau (FRA)          | DNF                             |
| 197                             | Thomas Gachignard (FRA)         | 90.                             |

| CIC U Nantes Atlantique UCN | CIC U Nantes Atlantique UCN | CIC U Nantes Atlantique UCN |
| --------------------------- | --------------------------- | --------------------------- |
| Num                         | Ciclista                    | Pos                         |
| 201                         | Jordan Jegat (FRA)          | 24.                         |
| 202                         | Yaël Joalland (FRA)         | 53.                         |
| 203                         | Léo Danès (FRA)             | 93.                         |
| 204                         | Maël Guégan (FRA)           | 66.                         |
| 205                         | Robin Plamondon (CAN)       | 97.                         |
| 206                         | Nolann Mahoudo (FRA)        | DNF                         |
| 207                         | Noa Isidore (FRA)           | DNF                         |

Convenções:
- AB-N: Abandono na etapa "N"
- FLT-N: Retiro por chegada fora do limite de tempo na etapa "N"
- NTS-N: Não tomou a saída para a etapa "N"
- DES-N: Desclassificado ou expulsado na etapa "N"

## UCI World Ranking
A Faun-Ardèche Classic outorgou pontos para o UCI World Ranking para corredores das equipas nas categorias UCI WorldTeam, UCI ProTeam e Continental. As seguintes tabelas são o barómetro de pontuação e os dez corredores que obtiveram mais pontos:
| Posição             | 1.º | 2.º | 3.º | 4.º | 5.º | 6.º | 7.º | 8.º | 9.º | 10.º | 11.º | 12.º | 13.º | 14.º | 15.º | 16.º-30.º | 31.º-40.º |
| Classificação geral | 200 | 150 | 125 | 100 | 85  | 70  | 60  | 50  | 40  | 35   | 30   | 25   | 20   | 15   | 10   | 5         | 3         |

| Classificação |                          |                          |       |
| Posição       | Ciclista                 | Equipa                   | Geral |
| ------------- | ------------------------ | ------------------------ | ----- |
| 1.º           | Julian Alaphilippe       | Soudal Quick-Step        | 200   |
| 2.º           | David Gaudu              | Groupama-FDJ             | 150   |
| 3.º           | Mattias Skjelmose Jensen | Trek-Segafredo           | 125   |
| 4.º           | Victor Lafay             | Cofidis                  | 100   |
| 5.º           | Romain Grégoire          | Groupama-FDJ             | 85    |
| 6.º           | Felix Gall               | AG2R Citroën             | 70    |
| 7.º           | Lorenzo Rotaciona        | Intermarché-Circus-Wanty | 60    |
| 8.º           | Guillaume Martin         | Cofidis                  | 50    |
| 9.º           | Rui Costa                | Intermarché-Circus-Wanty | 40    |
| 10.º          | Pierre Latour            | TotalEnergies            | 35    |